# ドアーズ/まぼろしの世界
『ドアーズ/まぼろしの世界』（ドアーズ まぼろしのせかい、原題：When You're Strange）は、2009年製作・公開のアメリカ合衆国のドキュメンタリー映画。

## 概要
ドアーズを題材にした初のバンド公認の劇場用長編ドキュメンタリー映画。
レイ・マンザレクとジム・モリソンが大学で顔を合わせていた1964年ごろから、モリソンが亡くなる1971年までが、モリソンが1969年に監督・主演した幻の映画『HWY（ハイウェイ）』のフッテージを含む当時のオリジナル映像とジョニー・デップによるナレーションのみで構成されており、新たな撮影は一切行われていない。
2009年サンダンス映画祭、2009年ベルリン国際映画祭、2009年ドーヴィル映画祭、2009年サンセバスチャン国際映画祭、2009年ロンドン映画祭、2009年ウィーン国際映画祭、2009年リオデジャネイロ国際映画祭で上映され、2010年サンタバーバラ国際映画祭ではチケットが売り切れるほどの人気となった。またフランスでは公開された音楽ドキュメンタリーとして最高のオープニング記録を樹立した。
第53回グラミー賞では最優秀長編ミュージックビデオ賞を受賞。過去にドアーズは功労賞を受賞したことがあるが部門別の賞はこれが初で、メンバーのロビー・クリーガーが登壇し喜びのコメントを述べた。

## 出演
- ドアーズのメンバー：

ジム・モリソン
ジョン・デンズモア
ロビー・クリーガー
レイ・マンザレク

## スタッフ
- 監督・脚本：トム・ディチロ
- ナレーション：ジョニー・デップ
- 製作：ピーター・ジャンコウスキー（英語版）
- プロデューサー：ジョン・ボーグ、ジェフ・ジャンボル、ディック・ウルフ
- 編集：ミッキー・ブライス、ケビン・グラスニー
- 記録映像：ポール・フェラーラ（英語版）